# Ciénega de Mirasoles
Ciénega de Mirasoles är en ort i Mexiko.   Den ligger i kommunen Mezquital och delstaten Durango, i den centrala delen av landet, 600 km nordväst om huvudstaden Mexico City. Ciénega de Mirasoles ligger 2 667 meter över havet och antalet invånare är 129.
Terrängen runt Ciénega de Mirasoles är kuperad åt sydost, men åt nordväst är den bergig. Ciénega de Mirasoles ligger uppe på en höjd. Runt Ciénega de Mirasoles är det mycket glesbefolkat, med 5 invånare per kvadratkilometer. Närmaste större samhälle är Bancos de Calitique, 15,0 km sydväst om Ciénega de Mirasoles. I omgivningarna runt Ciénega de Mirasoles växer huvudsakligen savannskog.